# Caeira
Caeira (en gallego, A Caeira) es una localidad y un monte del municipio de Poyo, Pontevedra, Galicia, España.

## Geografía
Es un lugar de la parroquia de San Salvador de Poyo, del municipio de Poyo, pero vinculado a la ciudad de Pontevedra, de la que tiene vistas. Se distinguen cuatro zonas en él, Valiña, Boavista, Caeira y Bao. Está ocupada la ladera del monte por urbanizaciones de chalets, y viviendas unifamiliares siendo el barrio más populoso y característico en viviendas de este tipo en la ciudad y uno de los más populares.

## Topónimo
El nombre del monte procede de la palabra caeira, cuyo significado es ladera empinada de un monte. Viene del latín (Terra) Cadaria, literalmente lugar que cae, ladera de un monte.

## Historia
Hay constancia de restos de petroglifos en el monte que datan de la Edad del Bronce de los años 1800 a. C. al 600 a. C., denominado Laxe das Lebres o Laia dos Cervos, Petroglifo da Laxe das Picadas documentados por Ramón Sobrino Buhigas en 1917. 
En 1896 durante la construcción de la fábrica de tejas del Sr. Riestra aparecen restos de sepulturas, estigiles, restos de un horno, y fragmentos de alfarería y cerámica en lo que pudo ser la zona donde se ubicaba la desaparecida ermita de San Pedro Felix o San Porfins., con excavaciones dirigidas por los Srs. Sandoval y Rojas. El molino se cede al museo arqueológico por el Sr. Riestra.
También se encontró en otra fecha un ídolo- cilindro adornado con cazoletas en la base.
  

Durante la guerra de independencia, se tiene constancia que mientras huyen las tropas francesas, tras la batalla de Ponte Sampaio, son hostigadas el 15 de abril de 1808 por vecinos de Poio con tres cañones colocados en el "monte de la Caeyra"; los hechos son citados de la siguiente forma el 2 de noviembre de 1809 (un año y medio después) por el capellán Fr. Francisco Suárez Parada .
Amaneció el día 15 de Abril en que los vecinos de Poyo colocaron tres cañones en el monte de la Caeyra, para saludar la despedida de los enemigos. Con efecto, comenzaron á desfilar por el puente, dominado por la artillería, y luego que se sintieron batidos á metralla y bala, retrocedieron algún tanto, verificando después la marcha, guarecida del antepecho del puente, los de infantería, y los de caballería, á todo correr, uno en pos de otro. No puede asegurarse la pérdida que hubiesen sufrido en este paso, como ni en muchas de las acciones anteriores, porque ellos seguramente poseen el arte de ocultar los cadáveres. Lo que puedo afirmar, como que lo he visto, es la muchisima sangre que seguía regando el camino real, que dice á Santiago.

#### La finca de "la Caeyra" y la familia Riestra
No se tiene mayores datos hasta el siglo XIX, cuando parte de este lugar se convierte en la finca de la familia Riestra, donde el abogado asturiano y entonces miembro del congreso de los diputados Francisco Antonio Riestra construye primero una granja escuela de la diputación, y posteriormente un palacete para la familia. José Riestra López que en 1893 se convirtió en el Marqués de Riestra, es, sin duda, un repaso al desarrollo y evolución de la ciudad de Pontevedra desde mediados del siglo XIX hasta su muerte en 1923. Los datos de la época hablan de que este palacio albergaba tertulias políticas de altura y era escenario de decisiones de trascendencia en la política nacional como pudo ser la elección de diputados a las Cortes Generales. El poder político de la Pontevedra de finales del siglo XIX y principios de siglo XX se mostraba de forma clara entre a Caeira y Lourizán.

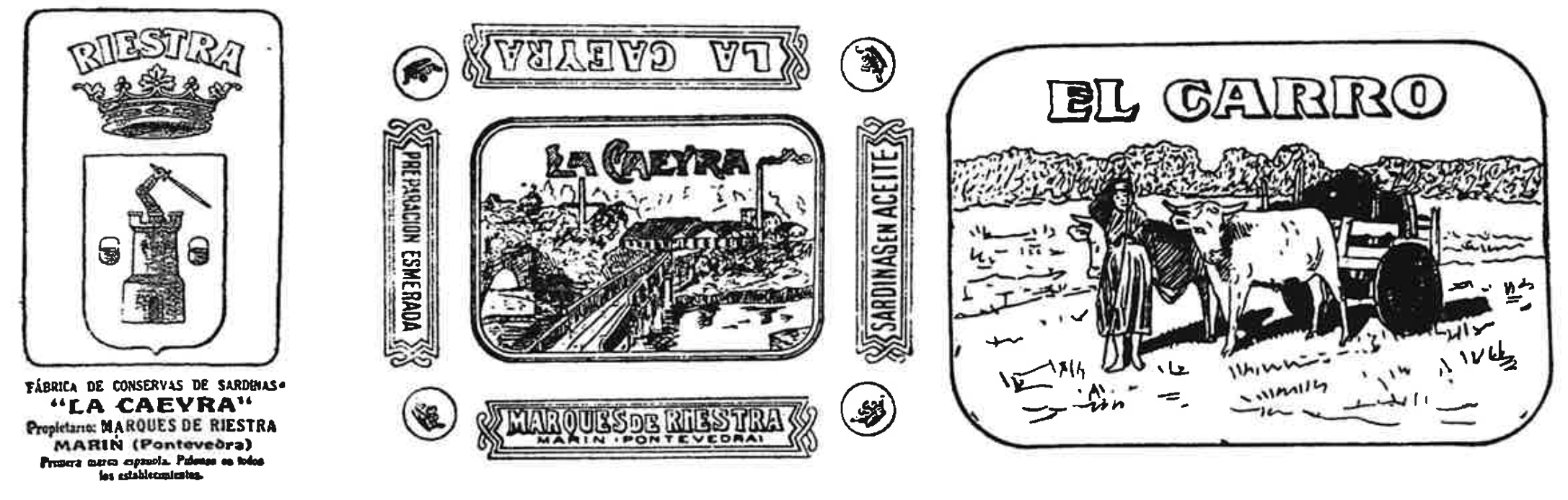
Conservas "La Caeyra" Marín

En las laderas del mismo se establece una fábrica de cerámica hacia 1896, con sus propios galeones para el transporte y embarcadero; unas canteras para las obras del ferrocarril, un aserradero y una casa de baños Además el lugar da nombre a una fábrica de conservas de pescado sita en Marín y perteneciente también al Marqués de Riestra.

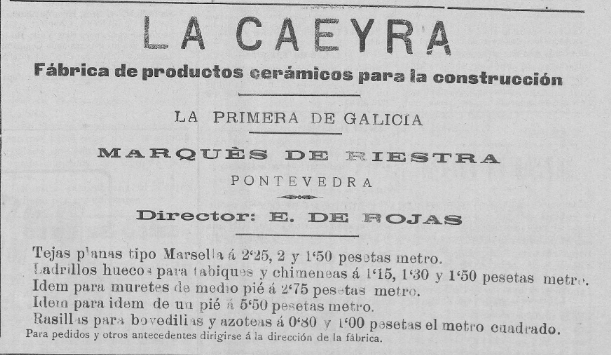
Anuncio fábrica de cerámica del Marqués de Riestra

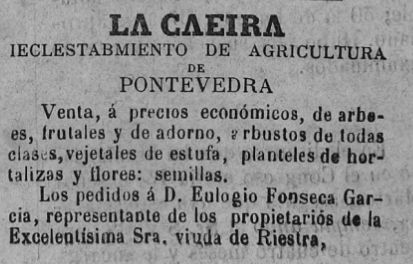
Anuncio en prensa 1889

En plena guerra de Cuba, en 1898, el palacete se cede como improvisado hospital para alojar unos 50 heridos. Al mismo llega el 21 de septiembre de 1898, 44 militares, dos cabos, un corneta y el resto soldados Este fue atendido por el Dr. Temes y las Hermanas de la Caridad En octubre de ese mismo año trasladan heridos que estaban en el Cuartel de San Sebastián de Vigo. El hospital, estará abierto por un periodo de unos dos meses y medio, cerrando en diciembre de 1898. La antigua casa convertida en hospital se derriba "por razones higiénicas" y sobre la misma se construye una nueva al año siguiente

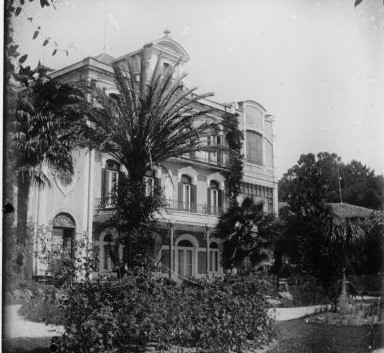
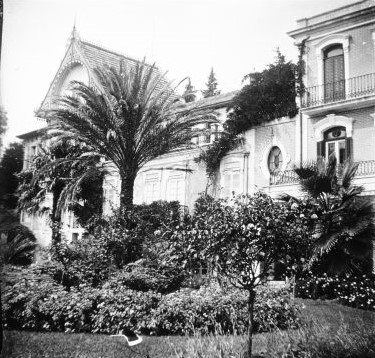
Palacete y finca de los Marqueses de Riestra en a Caeira

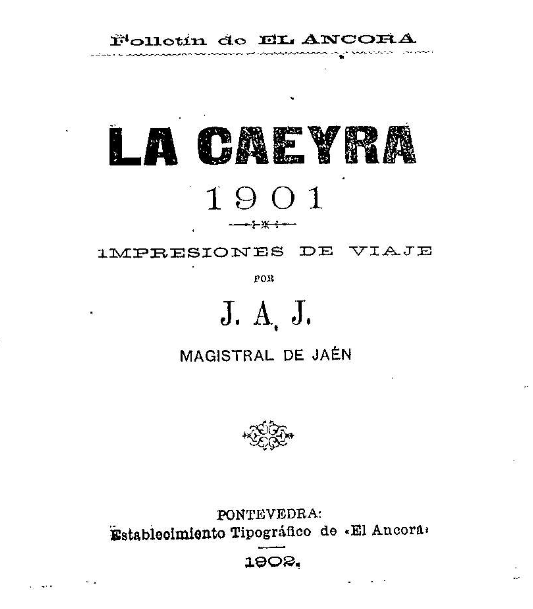
Apuntes de viajes de 1901 a la Caeira. Publicados en el diario el Áncora entre 12/09/1902 y 19/09/1902

En 1899 el Marqués plantea dos fábricas de transformación de remolacha azucarera una en a Caeira y otra en Cesures, constituyéndose una sociedad por el Sr. Riestra en mayo de 1899 en Pontevedra También ese mismo año se expropian los terrenos para el paso del ferrocarril de Carril a Pontevedra que pasaran por este enclave y se finaliza el puente del ferrocarril que cruza el Lérez por primera vez el 18 de junio Existió entonces un apeadero que sirvió de estación provisional mientras se realizaron las obras. Se plantea un poco más tarde una fábrica de productos químicos que aproveche un salto del Lerez y se solicita una captación de agua del río Cabras inicialmente de 100l/s que sube después a 200l/s con la oposición de los vecinos de Lérez, Alba y Campaño. A los pocos días también se solicitan dos porciones de las Marismas del Alba para ampliar dicha industria por parte del Marqués.

En 1909 un temporal arrasa la mayor parte de los árboles de los jardines

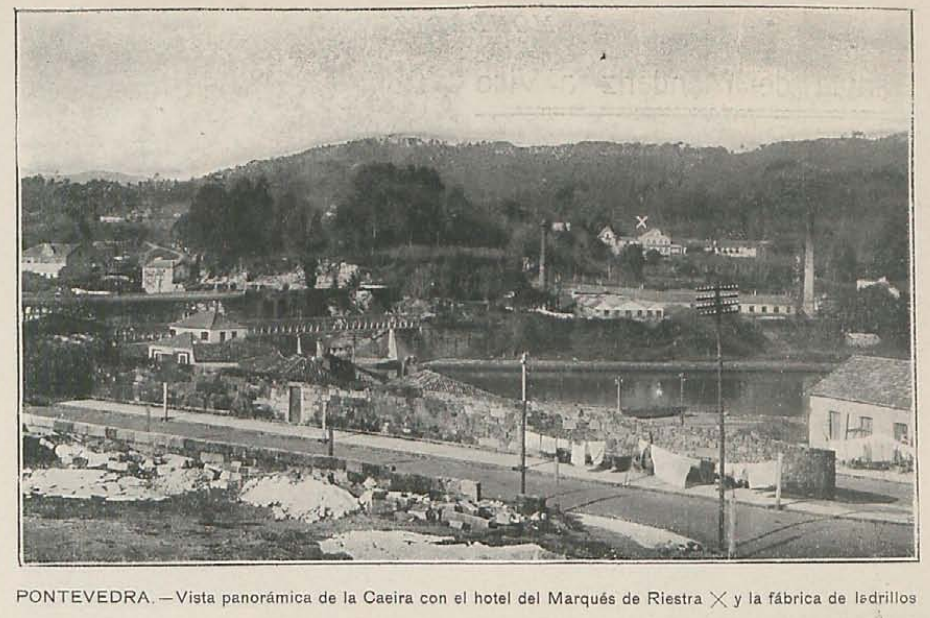
Caeira 1916
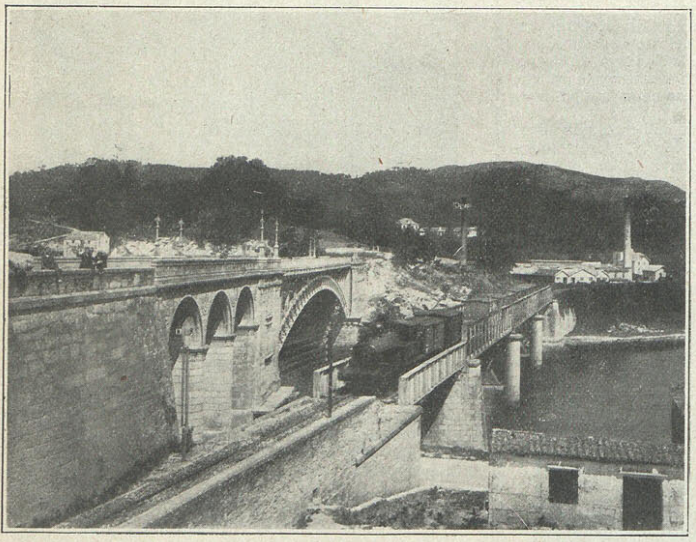
Caeira 1922

En los años siguientes la finca pierde importancia, aun así en 1930 el Príncipe de Asturias Alfonso de Borbón y Battenberg visita en la finca a la marquesa viuda.
De su palacio queda en la actualidad una pequeña capilla, la capilla de San Antonio, situada en la calle San Antoniño, del antiguo palacete de estilo ecléctico, que se situaba en la actual Plaza de Riestra y donde hoy se encuentra la finca de verano del Liceo Casino de Pontevedra, pueden quedar restos de las escalinatas, fuentes y muros de piedra de los jardines.      

#### A Caeira en la Guerra Civil
A Caeira fue uno de los lugares donde durante la guerra civil multitud de vecinos de la comarca fueron fusilados, en unas ocasiones se cita en las reseñas como Alto de La Caeyra, en otras como km 1 de la carretera de Carretera de Campaño o ambas:
| Fecha      | Víctima                    | Natural de   | Residente en   | Afiliación                                                           | Profesión                                                     |
| ---------- | -------------------------- | ------------ | -------------- | -------------------------------------------------------------------- | ------------------------------------------------------------- |
| 17/08/1936 | Alexándre Bóveda Iglesias  | Orense       | Pontevedra     | Partido Galeguista                                                   | Funcionario Ministerio de Hacienda                            |
| 27/08/1936 | Manuel Ferreiro Panadeiro  | Lalín        | Lalín          | Federación Republicana Gallega, posteriormente Izquierda Republicana | Alcalde de Lalín                                              |
| 12/09/1936 | Gonzalo Acosta Pan         | La Coruña    | Pontevedra     | Izquierda Republicana                                                | Trabajador del Banco Pastor y Gobernador Civil de Pontevedra  |
| 14/10/1936 | Dionisio González Pérez    | Tui          | Pontevedra     |                                                                      | Subcabo de la Guardia Municipal                               |
| 14/10/1936 | Joaquín Blanco Vázquez     |              | Caldas de Reis |                                                                      | Barbero                                                       |
| 14/10/1936 | Serafín López Otero        |              | Caldas de Reis |                                                                      | Ebanista                                                      |
| 14/10/1936 | José Vidal Puga            |              | A Estrada      |                                                                      | Zapatero                                                      |
| 14/10/1936 | Manuel Puente Porto        |              | A Estrada      |                                                                      | Labrador                                                      |
| 14/10/1936 | José Rico Galleiro         |              | A Estrada      |                                                                      | Peón                                                          |
| 15/10/1936 | José Cortés Fernández      | A Estrada    | Tomiño         | Izquierda Republicana                                                | Maestro nacional                                              |
| 15/10/1936 | José Gómez Rivas           |              | A Estrada      |                                                                      |                                                               |
| 21/10/1936 | Arturo Pérez Lázara        | Buenos Aires | Silleda        |                                                                      | Relojero                                                      |
| 12/11/1936 | Amancio Caamaño Cimadevila | Negreira     | Pontevedra     | Izquierda Republicana                                                | Médico, Presidente de la Deputación de Pontevedra en 1931     |
| 12/11/1936 | Luis Poza Pastrana         | Pontevedra   | Pontevedra     | Partido Radical-Socialista posteriormente Partido Galeguista         | Médico                                                        |
| 12/11/1936 | Telmo Bernárdez Santomé    | Redondela    | Redondela      | Izquierda Republicana                                                | Médico, Alcalde de Redondela en 1923                          |
| 12/11/1936 | Juan Rico González         | Ferrol       |                |                                                                      | Capitán de la Guardia de Asalto                               |
| 12/11/1936 | Germán Adrio Mañá          | Vilagarcía   |                | PSOE                                                                 | Maestro nacional                                              |
| 12/11/1936 | José Adrio Barreiro        | Pontevedra   | Pontevedra     | Unión Republicana                                                    | Abogado, Presidente de la Deputación Provincial de Pontevedra |
| 12/11/1936 | Ramiro Paz Carvajal        | Pontevedra   |                | UGT                                                                  | Gestor Provincial y periodista                                |
| 12/11/1936 | Benigno Rey Pavón          | Pontevedra   |                |                                                                      | Maestro                                                       |
| 12/11/1936 | Víctor Casas               | La Coruña    |                | ORGA posteriormente Partido Galeguista                               | Secretario del Partido Galleguista                            |
| 12/11/1936 | Paulo Novas Souto          | Sao Paulo    |                | Izquierda Republicana                                                | Maestro de la escuela preparatoria del Instituto              |
| 29/11/1936 | Antonio Villaverde Hermida | Cerponzóns   | Bueu           | Juventudes Socialistas Unificadas (JSU)                              | Chofer                                                        |
| 04/12/1936 | Luis Pando Riveiro         | Asturias     | Vilagarcía     |                                                                      | Juez Municipal                                                |
| 04/12/1936 | Manuel Oubiña López        | Villagarcía  | Vilagarcía     | CNT                                                                  | Contratista de Obras                                          |
| 04/12/1936 | Ramón Mondragón Cores      | Villagarcía  | Vilagarcía     |                                                                      |                                                               |
| 04/12/1936 | José Otero Lago            | Villagarcía  | Vilagarcía     | FAI                                                                  | Cantero                                                       |
| 04/12/1936 | Ángel Navia Cores          | Villagarcía  | Vilagarcía     |                                                                      | Comerciante                                                   |

En 1938, se decide también la instalación del parque de recuperación de vehículos del Ejército, que estaría situado bajo la finca de los riestra en dirección a la marisma del Río Alba a continucación de la fábrica de cerámica

#### Venta de la finca de "a Caeira" y desarrollos urbanísticos posteriores
En 1923 había muerto José Riestra López el primer Marqués de Riestra, varios de sus hijos continuaron en la política y llevando los negocios familiares, pero en 1932 los herederos venden la Banca Riestra al Banco Pastor y en 1934 ya solo eran propietarios del 8% de Industrias Gallegas S.A.
El 7 de diciembre de 1958 se inaugura el nuevo matadero Municipal de Pontevedra (Hoy parque de Bomberos)
En 1965 Inmobiliaria Caeyra SA obtiene un plan de ordenación de la comisión de urbanismo del Ministerio de la vivienda. Se constituye ese año la Junta de vecinos, con la intención de que el Liceo Casino construya su parque de verano que se inaugura el 16 de julio de 1966, también se había constituido la "Asociación de cabezas de Familia" para la construcción de varios edificios. Posteriormente en 1970-1 se presenta una modificación del proyecto de Ciudad Jardín. En 1978 se modifica el plan parcial de Boa Vista Los nombres de las calles decidieron nombrarse con ríos gallegos, salvo dos calles lo que motivó una controversia importante entre varios vecinos
En 1971 el Ayuntamiento de Poio dicta unas ordenanzas de policía urbana para la ciudad residencial de la Caeira
En el año 2000 se aprueba el PXOM del ayuntamiento de Poio

#### Capilla de San Antonio
Hay referencias a las romerías a la misma desde al menos 1858 En las mismas se hacían visitas a la finca Riestra y había fuegos artificiales y muchos años la ascensión de un globo. Perteneciente inicialmente a la finca del Sr. Riestra se dedica a San Antonio de Padua, aunque pudo haber una capilla anterior en dicho lugar.
En el interior de la misma hay una placa que indica la fecha de 1864, indicando que se hizo a devoción de Miguel López Rz.
De forma cómica en ocasiones se refieren al Sr Riestra como el "Santiño d'a Caeira" por los favores que realiza. En 1886 un ciclón derriba la torre de la capilla.
en la misma se oficia el funeral en 1898 de la Viuda del Senador Francisco Antonio Riestra, en algún momento de 1899 se plantea una ampliación de la misma ya que se encargan 28 columnas de hierro en la fundación de Carril Durante los años en las que formó parte de la propiedad de los riestra se celebraban una fiesta en honor a San Antonio En el catastro de 1934 aparece como de propiedad privada de don José Riestra pero de uso público, por lo que estaba exenta de renta

#### Arquitectura
1956 Alejandro de la Sota Martínez presenta el anteproyecto de una vivienda unifamiliar para Alejandro Olmedo con un proyecto en 1965
En 1973 el mismo arquitecto construye para la familia Domínguez una vivienda unifamiliar
1987 Se procede a demoler la chimenea de la antigua fábrica de cerámica
En 1992 César Portela, vivienda unifamiliar para Luciano Varela

Otras ver  Revista Obradoiro n.º 19, COAG 

## Barrios
Valiña. Forma parte del lado sur de la montaña, es la zona más próxima a la parroquia de San Salvador y más castigada por los bloques de viviendas. En el período 2001-2006 experimento un crecimiento desmesurado mediante el proyecto denominado Mirador de Poio, lo que se conoce también como Ferreiros unido a la Barca, se caracteriza por ser la zona más urbana de todo el monte, es la que más masa de población acapara con unos 400 vecinos.
A Caeira. Todas las inmediaciones del Liceo Casino, Colegio SEK y Club de Tenis, se caracteriza por casas de tipo chalet y los edificios de la plaza de Riestra, también llamado A Caeira de abaixo.
Boavista. La zona más alta, las urbanizaciones de alrededores de la Escuela de Canteiros, hay restos de petroglifos que datan de la edad de bronce, comúnmente denominada la A Caeira de arriba, cuenta con estupendas vistas.
Vao. Donde se unen el municipio de Poyo con la parroquia de Campaño, en municipio de Pontevedra, en él se encuentra un pequeño polígono empresarial, esta zona de A Caeira está muy castigada debido a problemas de chabolismo y tráfico de drogas.

## Demografía
Según los datos del INE recogidos en el IGE para 2022, la suma de entidades de A Caeira, Boa Vista, Valiña y o Bao sumaban un total de 3.473 habitantes lo que supone un 20% del total de la población de Poio y un 45% de la parroquia de San Salvador.
|                             | TOTAL  | Hombres | Mujeres |
|                             | 17.276 | 8.541   | 8.735   |
| COMBARRO (SAN ROQUE)        | 1.850  | 916     | 934     |
| POIO (SAN XOÁN)             | 5.472  | 2.711   | 2.761   |
| POIO (SAN SALVADOR)         | 7.642  | 3.790   | 3.852   |
| ANAFÁNS                     | 233    | 123     | 110     |
| ANDURIQUE                   | 701    | 344     | 357     |
| A BARCA                     | 737    | 368     | 369     |
| ENCOIRADOS                  | 131    | 62      | 69      |
| A LAGOA                     | 13     | 5       | 8       |
| AS LAXES                    | 72     | 31      | 41      |
| LOURIDO                     | 556    | 279     | 277     |
| O MATO                      | 115    | 54      | 61      |
| A PORTELIÑA                 | 717    | 361     | 356     |
| PORTOSANTO                  | 542    | 268     | 274     |
| POIO DE ARRIBA              | 78     | 41      | 37      |
| SINEIRO                     | 23     | 12      | 11      |
| VIÑAS                       | 251    | 118     | 133     |
|                             |        |         |         |
| A VALIÑA                    | 1.367  | 675     | 692     |
| O VAO                       | 400    | 209     | 191     |
| A CAEIRA                    | 938    | 460     | 478     |
| BOA VISTA                   | 768    | 380     | 388     |
| Zona de Influencia A Caeira | 3.473  | 1.724   | 1.749   |
| % respecto a San Salvador   | 45,45% | 45,49%  | 45,40%  |
| % respecto a Poio           | 20,10% | 20,18%  | 20,02%  |
|                             |        |         |         |
| RAXÓ (SAN GREGORIO)         | 1.218  | 585     | 633     |
| SAMIEIRA (SANTA MARÍA)      | 1.094  | 539     | 555     |

Nomenclátor de Galicia. Año 2022
https://www.ige.gal/igebdt/esq.jsp?paxina=002001&c=-1&ruta=nomenclator/nomenbuscar.jsp
INE. Padrón municipal de habitantes. Explotación estadística y nomenclátor

## Biografía
Fotografías antiguas de A Caeira del archivo de la Diputación de Pontevedra
- Un aprés dinner en la Caeyra 190_
- Pontevedra : Palacete de la Caeyra
- Pontevedra : Fábrica de Cerámica La Caeyra
- Vista general de Pontevedra desde A Caeira
- Vista xeral de Pontevedra desde A Caeira ca 1883
- Casa del Marqués de Riestra 189_
- Casa del Marqués de Riestra 1895
- Obras de remodelación de la casa del Marqués de Riestra en A Caeira 190_

Cuadro de Celso García de la Riega con vista del monte de A Caeira